# オリビエ・ポプラン
オリビエ・ポプラン（Olivier Poplin）は、田中芳樹のSF小説（スペース・オペラ）『銀河英雄伝説』の登場人物。自由惑星同盟側の主要人物。
作中での呼称は「ポプラン」。

## 概要
単座式戦闘艇「スパルタニアン」のエースパイロットで、同盟屈指の撃墜王。「ハートのエース」と称され、自機にハートのAのパーソナルマークを描き込んでいる。明るく冗談好きで、ヤン艦隊首脳部ではアッテンボローやシェーンコップと毒舌や皮肉合戦に明け暮れる。また、シェーンコップと並ぶヤン艦隊屈指の漁色家。ユリアン・ミンツの空戦の師であり、本伝作中後半では地球教本部への潜入や、シヴァ星域の会戦における旗艦ブリュンヒルトへの突入など、ユリアンと多く行動を共にする。軟派に見えるものの年相応の年長者として見識を有し、また部下となったシェーンコップの娘であるカリンの面倒も見た。
本編での初登場は同盟軍による帝国領への大規模侵攻作戦で、第13艦隊旗艦のヒューベリオンに所属する（第1巻）。時系列上の初登場は第6次イゼルローン攻防戦で第88独立空戦隊に所属する。OVA版では『わが征くは星の大海』から第2艦隊所属として登場する。物語終了まで生き残る人物のひとりだが、作者の田中芳樹によれば本来は作中中途で死なせる予定だったという。

## 略歴
宇宙暦771年生、自称15月36日生まれ。
第6次イゼルローン攻防戦の時は同僚のイワン・コーネフ、ヒューズ、シェイクリとともに第88独立空戦隊所属として参加。その後、同盟軍の帝国領侵攻では第13艦隊旗艦のヒューベリオンに3人の同僚とともに配属されている。戦後、ヤンのもとでイゼルローン要塞に配属され第一空戦隊長を務める。
バーミリオン星域会戦の後、「動くシャーウッドの森」の一員としてメルカッツに同行したが、ダヤン・ハーン補給基地で再会したユリアンについて親不孝号で地球に向かい、地球教本部の調査を手伝った。オーディンを経てエル・ファシルに到着した後、イゼルローン再占領作戦に参加。本来の活躍の場ではない白兵戦の連続に文句を言いながらも任務を遂行し、ユリアンのサポートと要塞の奪回に尽力した。
回廊の戦い以降は、カーテローゼ・フォン・クロイツェル（カリン）ら新人パイロットの面倒を見つつイゼルローン革命軍の空戦隊を指導し、第11次イゼルローン攻防戦では圧倒的な戦果をあげる。シヴァ星域会戦ではユリアンと共にブリュンヒルトに突入し、親衛隊長のキスリング准将と格闘を演じてユリアンの前進を援護。あわやという所で停戦命令が下され生き残った。その後、フェザーンに赴くユリアンらに同行し、ラインハルトの崩御後、自由を欲してユリアンと別れた。

## 能力
同盟軍屈指の撃墜王。第11次イゼルローン攻防戦で5機を撃墜して総撃墜数250機を超え、帝国対同盟戦における生涯撃墜数で十指にはいるに至った。ヤン艦隊において未熟な新人パイロットを多く任されたことから、個人技がもっぱらだった空戦において画期的な3機一隊の集団戦法を導入し、空戦技術の一派の創始者ともなった。ユリアンとカリンの空戦技術の師でもあり、イゼルローン革命軍では、新人パイロットの少年少女たちの教育係として才能を発揮している。またローゼンリッターほどではないが白兵戦にも長け、作中後半では白兵戦にも最前線で参加している。
このほか、地球教本部に潜入した際、食事に混入されていたサイオキシン麻薬による禁断症状からその存在に気づく場面がある。これについては、「青春の苦悩」について多大な経験を持つことを語っている。

## 人柄
普段は冗談好きで明るい性格。軍服もスカーフを外に垂らすなど着崩している。イワン・コーネフやダスティ・アッテンボロー、ワルター・フォン・シェーンコップ等と常日頃から毒舌合戦を展開するが、相手が目上・年上の場合は原則として敬語を外さない。それが逆にポプラン特有の慇懃無礼な態度となっている。ただし同僚で親友だったイワン・コーネフがバーミリオン星域会戦で戦死した時と、ヤンが地球教徒に暗殺された時だけは明るさが失われ、酒に溺れて荒れた姿をみせている。容貌に関しては、明るい褐色の髪と陽光の踊るような緑色の瞳を持つ瀟洒な青年とは描写されているが、「ハンサム」という類の表現は用いられていない。これを踏まえ、OVA版では三枚目寄りのキャラクターデザインとなっている。
堅物のムライ参謀長を苦手としており、イゼルローンを再奪回した後、ムライ達が合流すると聞いて口笛で葬送行進曲を吹いたり、第2次ランテマリオ会戦に際してイゼルローンを訪れたロイエンタールの使者がムライだと知って姿をくらましたりしている。ただし、決して嫌っている訳では無く、単に苦手にしているだけである。
ベッドの上の撃墜王としても知られ、ヤン艦隊内ではシェーンコップと勇名を競う仲。
物語後半には後進を指導する姿も見られるようになり、特にユリアンが革命軍司令官職を継承して以降には部下の少年少女を引率するようになった。陽気で瀟洒なポプランは少年少女たちに大きな人望があったが、少年の親たちからは息子の異性関係への悪影響を心配されるいっぽう、少女の親たちからは彼が恋愛の相手とするのは「女」であっても女の子ではないと知れ渡っていたために「意外に」信用を得ていたとのことである。それを見ていたユリアンやアッテンボローからは、ポプランが平和な時代に生まれていたら幼稚園の先生にでもなっていたのではないかと言われている。
直接の部下でもあるカリンに対しても女性としては対応せず、むしろ保護者的な立場で、父親のシェーンコップと仲を修復するように勧めたり、ユリアンに引き合わせたりしている。
田中は、物語終了後のポプランについて、金運が良ければレット・バトラー、悪ければ「シティーハンター」のような後半生を送るのではないかと述べている。

## 家族
独身。作中では家族には触れられていない。

## 声優・俳優
アニメ
- 古川登志夫（OVA版）
  - ポプランはトクマ・ノベルズ版の刊行中から読者に「イゼルローンの諸星あたる」（漫画『うる星やつら』のキャラクターにちなむ）と呼ばれ、作者あとがきで紹介されたことがあるが、古川はアニメ『うる星やつら』で諸星あたるを演じていた。

- 鈴木達央（Die Neue These）

舞台
- 中川晃教
  - 「銀河英雄伝説 第二章 自由惑星同盟篇」（2012年上演）、「銀河英雄伝説 撃墜王」（2012年上演）、「銀河英雄伝説 第三章 内乱」（2013年上演）でポプラン役を演じた。